# WCW Women's Championship
The World Championship Wrestling (WCW) Women's Championship foi um título da divisão feminina da World Championship Wrestling. Ficou ativo de 1996 à 1997, quando foi abandonado.

## História
A primeira campeã se decidiu em um torneio de 8 pessoas, que começou na Monday Night Nitro de 4 de novembro de 1996 e foi finalizado no Starrcade de 29 de dezembro de 1996. As participantes foram Akira Hokuto, Chigusa Nagayo, KAORU, Meiko Satomura e Sonoko Kato. As restantes eram Madusa e Malia Hosaka. Akira Hokuto competiu duas vezes, perdendo para Madusa, e vencendo Satomura mais tarde.
Akira Hokuto e Madusa, disputaram então a final, cujo teve Akira como vencedora. A última defesa do campeonato aconteceu no The Great American Bash de 1997.

## Histórico do título
| Wrestler:         | Reinos: | Data:                  | Local:        | Notas:                                           |
| ----------------- | ------- | ---------------------- | ------------- | ------------------------------------------------ |
| Akira Hokuto      | 1       | 29 de Dezembro de 1996 | Nashville, TN | Venceu Madusa.                                   |
| Título abandonado |         | 15 de Junho de 1997    |               | Hokuto deixa o país: título abandonado pela WCW. |